# Tully (2018)
Tully ist ein US-amerikanisches Filmdrama von Jason Reitman aus dem Jahr 2018. Die Hauptrollen spielen Charlize Theron und Mackenzie Davis.

## Handlung
Marlo ist bereits Mutter von zwei Kindern und ist nun ungeplant mit einem dritten Kind schwanger. Jonah, ihr Sohn, hat eine Entwicklungsstörung, die Ärzte nicht diagnostizieren konnten. Sie bürstet seine Haut nach dem Wilbarger-Protokoll, um seine Empfindlichkeit zu verringern. Als Marlo und ihr Mann Drew ihren wohlhabenden Bruder Craig zum Abendessen besuchen, bietet er ihr an, ein Kindermädchen für die Nacht zu bezahlen, was aber Marlo von sich weist.
Marlo bringt eine Tochter zur Welt, die sie Mia nennt, und ist schnell überwältigt und erschöpft. Als Jonahs Schulleiterin Marlo empfiehlt, ihn auf eine andere Schule zu schicken, bricht Marlo zusammen und besorgt sich die Kontaktdaten des Kindermädchens.
In dieser Nacht kommt Tully, das Nachtkindermädchen, zum ersten Mal zu Marlo ins Haus. Trotz anfänglicher Unbeholfenheit entwickeln Marlo und Tully im Laufe mehrerer Nächte eine enge Freundschaft. Tully erweist sich als außergewöhnliches Kindermädchen, patent, mitfühlend und gebildet, sie putzt das Haus und backt Muffins für Jonahs Klasse. Als Marlo erwähnt, dass Drew einen Fetisch für Frauen in Kellnerinnen-Uniformen aus den 1950er Jahren hat, zieht Tully sogar eine Uniform an, die Marlo vor Jahren gekauft hatte, und verführt Drew vor Marlos Augen.
Eines Abends kommt Tully sichtlich verstört zur Arbeit und erzählt, dass sie sich mit ihrer Mitbewohnerin gestritten habe, weil sie nach deren Ansicht zu viele Sexualpartner mit nach Hause brächte. Aufgedreht schlägt Tully vor, in die Stadt zu fahren, um etwas zu trinken, woraufhin Marlo eher widerwillig zustimmt und die beiden in Marlos altes Viertel nach New York hinein fahren. In einer Bar teilt Tully Marlo unvermittelt mit, dass sie nicht mehr für sie arbeiten könne. Sie erklärt, nur da gewesen zu sein, um eine „Lücke zu füllen“ und dass sie das Gefühl habe, nicht mehr gebraucht zu werden. Auf der Heimfahrt schläft Marlo am Steuer ein und stürzt mit dem Auto in einen Fluss.
Marlo findet sich unter Wasser wieder, eingeschlossen im Auto, und stellt sich vor, wie Tully als Meerjungfrau kommt, um sie zu retten. Sie wacht in einem Krankenhaus auf, Drew an ihrer Seite sitzend. Ein Psychiater tritt zu Drew und teilt ihm mit, dass Marlo unter extremem Schlafmangel und Erschöpfung leide. Als die Ärztin nach dem Kindermädchen fragt, sagt Drew ihr, dass er nicht viel über sie wisse. Ein Krankenhausangestellter fragt Drew nach Marlos Mädchennamen, und er gibt ihn mit „Tully“ an. Demzufolge existiert Tully nicht, Marlo hatte sie sich als ihr 26 Jahre altes Ich aus der Vergangenheit vorgestellt, um ihren Stress zu bewältigen. Tully besucht Marlo noch ein letztes Mal in ihrem Krankenhauszimmer, und sie beschließen, dass sie sich nicht mehr sehen dürfen und sich freundschaftlich trennen sollten.
Marlo kehrt nach Hause zurück, wo Jonah ihr mitteilt, dass sie seine Haut nicht mehr zu bürsten brauche. Sie geht in die Küche, um das Mittagessen der Kinder für den nächsten Tag vorzubereiten und macht sich Musik an. Drew kommt herein und hört gemeinsam mit ihr zu, während er ihr hilft.

## Synchronisation
Die deutschsprachige Synchronisation entstand nach einem Dialogbuch von Claudia Sander und unter der Dialogregie von Monica Bielenstein im Auftrag der EuroSync in Berlin.
| Rolle | Schauspieler    | Synchronsprecher |
| ----- | --------------- | ---------------- |
| Marlo | Charlize Theron | Bianca Krahl     |
| Tully | Mackenzie Davis | Julia Kaufmann   |
| Craig | Mark Duplass    | Peter Flechtner  |
| Drew  | Ron Livingston  | Florian Halm     |

## Auszeichnungen (Auswahl)
Critics’ Choice Movie Awards 2019
- Nominierung als beste Schauspielerin in einer Komödie für Charlize Theron

Golden Globe Awards 2019
- Nominierung als beste Hauptdarstellerin – Komödie oder Musical für Charlize Theron

Young Artist Awards 2019
- Nominierung als bester Nebendarsteller in einem Spielfilm für Asher Miles Fallica